# Група крові
Гру́па кро́ві — класифікація крові за наявністю або відсутністю певних успадковуваних антигенів на поверхні еритроцитів та частково на лейкоцитах, тромбоцитах і інших клітинах тканин.
Деякі з цих поверхневих антигенів еритроцитів можуть походити від одного алеля (або альтернативної версії гена) і разом утворювати систему груп крові. Також такі антигени можуть бути присутні на поверхні інших типів клітин різних тканин.
Такими антигенами можуть бути білки, вуглеводи, глікопротеїни або гліколіпіди, в залежності від системи груп крові. Станом на 2023 рік у людини відомо 43 системи груп крові, що сумарно ідентифікує 349 антигенів, серед яких найважливішими є система AB0(ABO) та система Rh(RhD). У разі переливання крові, тільки несумісність за цими двома системами може становити серйозну загрозу для здоров'я і життя. Несумісність за іншими системами, такими як MNS, Duffy, Kell, Lewis, має наслідком дуже слабку реакцію щодо переливання крові, або ж вона взагалі відсутня. Інші системи груп крові важливіші в хірургії для трансплантації.

## Історія
Дослідження крові та її груп тісно пов'язано з переливанням крові та виявленням системи AB0. Проте, наука рухається вперед і прогрес розвитку зумовив виявлення інших систем груп крові окрім AB0.

## Системи груп крові
| ISBT № | Тривіальна назва           | Офіційна абревіатура | Епітоп або носій, примітки | Назва гена         | Локус на хромосомі | Номери ХД     | Хромосома |
| 001    | AB0                        | AB0                  | Вуглеводи (N-ацетилгалактозамін, галактоза). Антигени A, B, H здебільшого викликають реакції антиген-антитіло p IgM[джерело?], хоча анти-H трапляється рідко (див. Hh antigen system (Бомбейський фенотип, ISBT № 018)) | ABO                | 9q34.2             |               | 9         |
| 002    | MNS                        | MNS                  | GPA/GPB (глікофорину A і B(Glycoprotein A and Glycoprotein B)). Основні антигени M, N, S, s | GYPA, GYPB, (GYPE) | 4q31.21            | CD235a CD235b | 4         |
| 003    | P                          | P1                   | Гліколіпіди | A4GALT             | 22q13.2            | CD77          | 22        |
| 004    | Резус                      | RH                   | Білок. Антигени C, c, D, E, e (відсутній антиген «d», символ «d» свідчить про відсутність D) | RHD, RHCE          | 1p36.11            | CD240         | 1         |
| 005    | Lutheran                   | LU                   | Білок (належить до надродини імуноглобулінів). Складається з 21 антигену | LU                 | 19q13.32           | CD239         | 19        |
| 006    | Kell                       | KEL                  | Глікопротеїн. K1 може спричинити гемолітичну жовтяницю новонароджених (anti-Kell), яка може становити серйозну загрозою                                                                                                 | KEL                | 7q34               | CD238         | 7         |
| 007    | Lewis                      | LE                   | Вуглевод (залишок фукози). Головні антигени Lea і Leb — пов'язані з відділенням тканини антигену ABH | FUT3               | 19p13.3            |               | 19        |
| 008    | Duffy                      | FY                   | Білок (рецептор хемокінів). Головні антигени Fya і Fyb. Індивіди, в яких цілком відсутні антигени Duffy, мають імунітет проти малярії, викликаної Plasmodium vivax і Plasmodium knowlesi                                | DARC               | 1q23.2             | CD234         | 1         |
| 009    | Kidd                       | JK                   | Білок (транспортер сечовини). Основні антигени Jka і Jkb | SLC14A1            | 18q12.3            |               | 18        |
| 010    | Diego                      | DI                   | Глікопротеїн (band 3, AE 1 або обмін іонів). Позитивна кров існує тільки серед жителів Східної Азії та американських індіанців                                                                                          | SLC4A1             | 17q21.31           | CD233         | 17        |
| 011    | Yt або Cartwright          | YT                   | Білок (AChE, ацетилхолінестерази) | ACHE               | 7q22.1             |               | 7         |
| 012    | XG                         | XG                   | Глікопротеїн | XG, MIC2           | Xp22.33            | CD99†         | Х         |
| 013    | Scianna                    | SC                   | Глікопротеїн | ERMAP              | 1p34.2             |               | 1         |
| 014    | Dombrock                   | DO                   | Глікопротеїн (прикріплений до клітинної мембрани за допомогою GPU, або глікозилфосфатидилінозитол) | ART4               | 12p12.3            | CD297         | 12        |
| 015    | Colton                     | CO                   | Аквапорини 1. Головні антигени Co (a) і Co (b) | AQP1               | 7p14.3             |               | 7         |
| 016    | Landsteiner — Wiener       | LW                   | Білок (належить до надродини імуноглобулінів) | ICAM4              | 19p13.2            | CD242         | 19        |
| 017    | Chido/Rodgers              | CH/RG                | C4A C4B (компонент комплементу) | C4A, C4B           | 6p21.3             |               | 6         |
| 018    | Hh                         | H                    | Вуглевод (залишок фукози) | FUT1               | 19q13.33           | CD173         | 19        |
| 019    | Kx                         | XK                   | Глікопротеїн | XK                 | Xp21.1             |               | Х         |
| 020    | Gerbich                    | GE                   | GPC/GPD (глікофорини C і D) | GYPC               | 2q14.3             | CD236         | 2         |
| 021    | Cromer                     | CROM                 | Глікопротеїн (DAF або CD55, контролює фракції комплементів C3 і C5, прикріплений до мембрани за допомогою GPI) | CD55               | 1q32.2             | CD55          | 1         |
| 022    | Knops                      | KN                   | Глікопротеїн (CR1 або CD35, рецептор компонента комплементу) | CR1                | 1q32.2             | CD35          | 1         |
| 023    | Indian                     | IN                   | Глікопротеїн (CD44 рецептор клітинної адгезії та міграції) | CD44               | 11p13              | CD44          | 11        |
| 024    | Ok                         | OK                   | Глікопротеїн (CD147) | BSG                | 19p13.3            | CD147         | 19        |
| 025    | Raph                       | MER2                 | Трансмембранний глікопротеїн | CD151              | 11p15.5            | CD151         | 11        |
| 026    | JMH                        | JMH                  | Білок (прикріплений до клітинної мембрани за допомогою GPO) | SEMA7A             | 15q24.1            | CD108         | 15        |
| 027    | Ii                         | I                    | Розгалужені (І)/нерозгалужені (і) полісахариди | GCNT2              | 6p24.2             |               | 6         |
| 028    | Globoside                  | P                    | Гліколіпіди | B3GALNT1           | 3q26.1             |               | 3         |
| 029    | GIL                        | GIL                  | Аквапорини 3 | AQP3               | 9p13.3             |               | 9         |
| 030    | Rh-associated glycoprotein | RHAG                 | | RHAG               | 6p21-qter          | CD241         | 6         |
| 031    | FORS                       | FORS                 | | GBGT1              | 9q34.13            |               | 9         |
| 032    | JR                         | JR                   | | ABCG2              | 4q22               | CD338         | 4         |
| 033    | LAN                        | LAN                  | | ABCB6              | 2q36               |               | 2         |
| 034    | VEL                        | VEL                  | | SMIM1              | 1p36.32            |               | 1         |
| 035    | CD59                       | CD59                 | | CD59               | 11p13              | CD59          | 11        |
| 036    | Augustine                  | AUG                  | Protein (transporter) | SLC29A1            | 6p21.1             |               | 6         |
| 037    | KANNO                      | KANNO                | KANNO1 | PRNP               | 20p13              | CD230         | 20        |
| 038    | SID                        | SID                  | Sda | B4GALNT2           | 17q21.32           |               | 17        |
| 039    | CTL                        | CTL                  | Холіноподібний транспортер 2 (CTL2) | SLC44A2            | 19p13.2            |               | 19        |
| 040    | PEL                        | PEL                  | | ABCC4              | 13q32.1            |               | 13        |
| 041    | MAM                        | MAM                  | Епітеліальний мембранний білок 3 (EMP3) | EMP3               | 19q13.33           |               | 19        |
| 042    | EMM                        | EMM                  | Глікозилфосфатидилінозитол (GPI) | PIGG               | 4p16.3             |               | 4         |
| 043    | ABCC1                      | ABCC1                | | ABCC1              | 16p13.11           |               | 16        |

## Система груп крові AB0
За системою AB0 є два основні білки еритроцитів (гемаглютиногени), які позначаються літерами «А» і «В» (латинський алфавіт), та два додаткові білки плазми (гемаглютиніни) — Альфа(α) та Бета(β) (грецький алфавіт). Відсутність гемаглютиногенів позначають цифрою «0». За їхньою наявністю чи відсутністю визначають чотири групи крові:
- без аглютиногенів та з обома аглютинінами — (0), відома також як І
- тільки з аглютиногенами А та з аглютиніном бета — (А), відома також як ІІ
- тільки з аглютиногенами В та з аглютиніном альфа — (В), відома також як III
- з обома аглютиногенами та без аглютинінів — (АВ), відома також як IV

### Історія відкриття
Три групи крові було відкрито Ландштайнером в 1900 році, а його учнями була відкрита й четверта (1901—1907 рр.). Того ж року було опубліковано дослідження чеського вченого Янського, який на відміну від Ландштайнера (що винайшов позначення 0, А, В (AB0)), не лише описав групи (римськими абр. I—IV), а й виклав умови, за яких переливання не призведе до летального результату. Кожна з цих груп може містити або не містити ще один білок еритроцитів — резус-фактор(Rh).

### Номенклатурна назва
Цікавим моментом є назва системи: AB0 чи ABO. Початково вона отримала назву від наявності аглютиногенів A та B, чи їхньої відсутності, яку вчений позначив як 0, тому першопочаткова назва системи AB0 — вимовляють [А-Бе-Нуль, англійською Ей-Бі-Зіроу]. Однак, в англомовних країнах (США, Велика Британія) та неангломовних країнах (Німеччина) замість цифри 0 вживають літеру «О» — таким чином, вимовляють ABO ([ей-бі-оу]) (заміна можлива з кількох причин. Перша — це білок ABO який кодований однойменним геномом та визначає групу крові, друга — схожість у написанні цифри 0 і літери O, і обидва можливі варіанти вимови).

## Система груп крові Rh
Резус-фактор є другою найважливішою для трансфузіології системою груп крові. Поверхневі антигени еритроцитів кодуються низкою неалельних генів, серед яких найважливішими є RHD (компонент трансмембранного транспортера амонію) та RHCE, функція якого невідома.

## Розподіл груп AB0 та Rh у різних країнах
За статистикою, найпоширенішою є перша група крові (0): до неї належать 33,5 % населення Землі. Найменш поширеною є четверта група крові (АВ) — 5 % населення. При цьому розподіл поширеності людей з певним типом крові має свої відмінності у різних країнах, що ілюструє наведена нижче таблиця.
| Країна          | 0+   | A+   | B+   | AB+  | 0−   | A−   | B−   | AB−  | ΣRh- |
| --------------- | ---- | ---- | ---- | ---- | ---- | ---- | ---- | ---- | ---- |
| Австралія       | 40   | 31   | 8    | 2    | 9    | 7    | 2    | 1    | 19   |
| Бельгія         | 38   | 34   | 8.5  | 4.1  | 7    | 6    | 1.5  | 0.8  | 15.3 |
| Канада          | 39   | 36   | 7.6  | 2.5  | 7    | 6    | 1.4  | 0.5  | 14.9 |
| Данія           | 35   | 37   | 8    | 4    | 6    | 7    | 2    | 1    | 16   |
| Фінляндія       | 27   | 38   | 15   | 7    | 4    | 6    | 2    | 1    | 13   |
| Франція         | 36   | 37   | 9    | 3    | 6    | 7    | 1    | 1    | 15   |
| Гонконг, Китай  | 40   | 26   | 27   | 7    | <0.3 | <0.3 | <0.3 | <0.3 | <1.1 |
| Південна Корея  | 27.4 | 34.4 | 26.8 | 11.2 | 0.1  | 0.1  | 0.1  | 0.05 | 0.35 |
| Нідерланди      | 39.5 | 35   | 6.7  | 2.5  | 7.5  | 7    | 1.3  | 0.5  | 16.2 |
| Польща          | 31   | 32   | 15   | 7    | 6    | 6    | 2    | 1    | 15   |
| Швеція          | 32   | 37   | 10   | 5    | 6    | 7    | 2    | 1    | 16   |
| Велика Британія | 37   | 35   | 8    | 3    | 7    | 7    | 2    | 1    | 17   |
| США             | 38   | 34   | 9    | 3    | 7    | 6    | 2    | 1    | 16   |

#### Групи крові в українців
В українців найпоширенішою групою крові є друга група (А) — 40 %. Далі йдуть перша група (0) — 37 %, третя (В) — 17 %, четверта (АВ) — 6 %.

## Успадкування групи крові
Успадкування різних груп крові — дискутабельне питання, в першу чергу тому, що наявні різні системи груп крові, і навіть більше того — існують науково підтверджені факти «неправильного» успадкування груп крові за AB0.
Найбільш вивченими щодо успадкування є системи АВ0, Rh(RhD) та MNS.

### AB0
АВ0-система визначається різним поєднанням трьох алелів однієї алеломорфної групи генів, що утворюють 6 основних генотипів, але лише 4 фенотипи, які позначаються як «A», «B» через домінування цих груп алелів над «0». Розташовані в дев'ятій хромосомі
.

### Rh
Успадкування Rh (резус-фактора) крові. Ген, що кодує резус-фактор D (Rh), є домінантним, алельний йому ген d — рецесивним (резус-позитивні люди можуть мати генотип DD чи Dd, резус-негативні — лише генотип dd). Людина отримує від кожного із батьків по 1 гену — D чи d, і у нього можливі, таким чином, 3 варіанти генотипу — DD, Dd чи dd. У перших двох випадках (DD і Dd) аналіз крові на резус-фактор дасть позитивний результат. Лише при генотипі dd людина буде мати резус-негативну кров.

### MNS
MNS

## Медичне значення
Правильне визначення групи крові та резус-фактора життєво важливе для людини при переливанні крові (гемотрансфузії), тому що несумісність крові донора і реципієнта за групою чи резус-фактором може призвести до аглютинації, гемолізу еритроцитів і/чи згортання крові з можливістю розвитку гемотрансфузійного шоку, у складних випадках — смерті пацієнта.
Також, правильне визначення резус-фактора у батьків майбутньої дитини дозволяє запобігти виникненню резус-конфлікту та загибелі плоду (гемолітична хвороба новонароджених).

### Сумісність при переливанні крові
Донор та реципієнт крові повинні мати «сумісні» групи крові та резус-фактори. У середині двадцятого століття вважалося, що група 0(I)Rh(мінус) сумісна зі всіма групами. Люди з цією групою та Rh-негативним фактором крові раніше вважалися «універсальними донорами», і їхня кров могла бути перелита будь-якій людині. Станом на 2023 рік, такої практики немає, а переливання між різними групами крові сучасною медициною вважається неприпустимим.
Втім, оскільки несумісність групи 0(I)Rh(мінус) з іншими групами спостерігається відносно рідко, у виключних випадках, коли йдеться про порятунок життя людини, таке переливання здійснюють і дотепер.[джерело?]
У таблиці показано, які групи крові вважаються сумісними.
| Реціпієнт | Донор      | Донор      | Донор      | Донор      | Донор      | Донор      | Донор      | Донор      |
|           | 0-         | 0+         | A-         | A+         | B-         | B+         | AB-        | AB+        |
| --------- | ---------- | ---------- | ---------- | ---------- | ---------- | ---------- | ---------- | ---------- |
| 0-        | Green tick |            |            |            |            |            |            |            |
| 0+        |            | Green tick |            |            |            |            |            |            |
| A-        |            |            | Green tick |            |            |            |            |            |
| A+        |            |            |            | Green tick |            |            |            |            |
| B-        |            |            |            |            | Green tick |            |            |            |
| B+        |            |            |            |            |            | Green tick |            |            |
| AB-       |            |            |            |            |            |            | Green tick |            |
| AB+       |            |            |            |            |            |            |            | Green tick |

У таблиці нижче, показано, які групи крові вважались сумісними.
| Реціпієнт | Донор      | Донор      | Донор      | Донор      | Донор      | Донор      | Донор      | Донор      |
|           | 0-         | 0+         | A-         | A+         | B-         | B+         | AB-        | AB+        |
| --------- | ---------- | ---------- | ---------- | ---------- | ---------- | ---------- | ---------- | ---------- |
| 0-        | Green tick |            |            |            |            |            |            |            |
| 0+        | red tick   | Green tick |            |            |            |            |            |            |
| A-        | red tick   |            | Green tick |            |            |            |            |            |
| A+        | red tick   | red tick   | red tick   | Green tick |            |            |            |            |
| B-        | red tick   |            |            |            | Green tick |            |            |            |
| B+        | red tick   | red tick   |            |            | red tick   | Green tick |            |            |
| AB-       | red tick   |            | red tick   |            | red tick   |            | Green tick |            |
| AB+       | red tick   | red tick   | red tick   | red tick   | red tick   | red tick   | red tick   | Green tick |

У плазмі групові антигени A і B еритроцитів I групи практично відсутні, тому раніше вважали, що еритроцити I групи можна змішувати з іншими групами крові без жодних наслідків.
Проте в плазмі I групи містяться аглютиніни, і цю плазму можна вводити лише в дуже обмеженому об'ємі.
| AB | AB                  | AB                  | AB                  | AB                  |
| A  | A або AB            | A або AB            | A або AB            | A або AB            |
| B  | B або AB            | B або AB            | B або AB            | B або AB            |
| 0  | Будь-який тип крові | Будь-який тип крові | Будь-який тип крові | Будь-який тип крові |